# Lukács Sándor (színművész)
Lukács Sándor (Miskolc, 1947. július 21. –) Kossuth- és Jászai Mari-díjas magyar színész, költő, érdemes és kiváló művész, a Halhatatlanok Társulatának örökös tagja.

## Életpályája
16 éves koráig élt szülővárosában. A Földes Ferenc Gimnáziumban kezdte középiskolai tanulmányait, majd Budapesten érettségizett.
1972-ben végezte el a Színház- és Filmművészeti Főiskolát, akkortól a Vígszínház tagja, ahol már főiskolás korában is többször fellépett. Az 1970-es évektől számos magyar filmben játszott, például az 1976-os Beszterce ostromában. 1981-ben szerepelt Szabó István Oscar-díjas Mephistójában is. Több sorozatban is látható volt, mint a Linda (1989), a Kisváros (1993–2001) és az Éretlenek (1995). A 2000-es évek elején szerepelt többek közt A Hídemberben (2002), a Magyar vándorban (2004) valamint a Jóban Rosszban teleregényben (2005). 2017-től a Magyar Művészeti Akadémia levelező tagja.
1985 óta költőként versesköteteket ad közre. Vincze Viktóriával közösen ő adta elő magyarul a Parole, Parole számot (1977-ben kislemezen is megjelent ez a dal magyarul), amelyet eredetileg Mina és Alberto Lupo olaszul, majd Alain Delon és Dalida franciául adott elő. Alain Delont öt alkalommal szinkronizálta is.
Nős, felesége Maráczi Mária, házasságukból egy fiuk, Lukács Máté született.
Budapest I. kerületében, az Attila úton él.

## Színházi szerepei
- Bulgakov:
  - A Mester és Margarita –  Woland
  - Őfelsége komédiása – XIV. Lajos
- O’Neill: Jones császár –
- Molière:
  - Gömböc úr –
  - A nők iskolája – Horace
  - Úrhatnám polgár – Dorante gróf
- Pirandello: IV. Henrik – Első apród
- Illyés Gyula: Tiszták – Ibn-al-Manhal
- Brecht: Koldusopera – Fűrész Róbert
- Tennessee Williams:
  - Nyár és füst – Vernon
  - Orfeusz alászáll – Val Xavier
- Georges Feydeau:
  - Bolha a fülbe – Tournel
  - A balek – Rédillon
- Alan Bennett: Mérföldkövek – Thompson
- García Lorca: Donna Rosita avagy Virágnyelv – Fiú
- Bessenyei György: A filozófus – Lilisz
- Christopher Hampton:
  - Az emberbarát – Donald
  - Hollywoodi mesék – Ödön von Horváth
- Galambos Lajos: Fegyverletétel – Egy pap
- Gary William Friedman – Vidor Miklós: Átléptem a tegnapot – Clorox
- Euripidész: Alkésztisz – Admétosz
- Gyurkovics Tibor: Nagyvizit – Kisdoktor
- Déry Tibor – Presser Gábor: Képzelt riport egy amerikai popfesztiválról – Sheriff
- Presser: Harmincéves vagyok –
- William Shakespeare:
  - Vízkereszt, vagy amit akartok – Orsino
  - Minden jó, ha vége jó – Bertram
  - Szentivánéji álom – Theseus; Oberon
  - II. Richárd – Bolingbroke
  - Harmadik Richárd – George
  - Lóvátett lovagok – Don Adriano de Armando
  - Lear király – Gloucester gróf
- Max Frisch: Don Juan, avagy a geometria szerelme – Don Juan
- David Rabe: Bot és gitár – David
- Romain Rolland: A szerelem és a halál játéka – Claude Vallée
- George Bernard Shaw: Szent Johanna – Inkvizítor
- Kiss-Nagy: "Arcomról minden csillagot – " –
- Madách Imre: Az ember tragédiája – Lucifer
- Lope de Vega:
  - Valencia bolondja – Floriano
  - Sevilla csillaga – Busto Tabera
- Dosztojevszkij: Bűn és bűnhődés – Luzsin
- Székely János:
  - Caligula helytartója – Petronius
  - Hugenották/Protestánsok – Gerald
    - Vak Béla király – Vak Béla
- Csurka István: Házmestersirató – Lippai Géza
- Nemeskürty István: Szép ének a gyulai vitézekről, avagy a majdnemteljes igazság – Kerecsényi
- Szophoklész: Antigoné – Hírmondó
- Örkény István: Pisti a vérzivatarban – A Tevékeny
- Örkény – Valló Péter: In memoriam Ö.I –
- Csehov:
  - Platonov – Vojnyicev
  - Ivanov – Lebegyev
- Friedrich Schiller: Don Carlos – Posa márki
- Tankred Dorst: Merlin avagy a puszta ország – Sir Lancelot
- Alekszandr Naumovics Mitta–Dunszkij–Frid: Ragyogj, ragyogj, csillagom! – Törzskapitány
- Henri Verneuil: Lamberthier úr – Maurice
- Choderlos de Laclos: Veszedelmes viszonyok – Valmont vikomt
- Sütő András: Az álomkommandó – Dr. M.; Frank Aurél
- Charles Whiting: Angyali Johanna – De Laubardemont
- Noël Coward: Vidám kísértet – Charles
- Susan Hill: Asszony feketében – Kipps
- Arthur Schnitzler: A Bernhard-i ügy – Dr. Flint
- Molnár Ferenc:
  - Játék a kastélyban – Almády
  - A farkas – Szabó György
  - Liliom – Ficsur
  - Harmónia – Kornély
- Arthur Miller:
  - Pillantás a hídról – Alfieri
  - A bűnbeesés után – Quentin
  - A salemi boszorkányok – Danforth kormányzóhelyettes
- Eugène Ionesco: Rinocéroszok – Logikatanár
- Dürrenmatt: A nagy Romulus – Odoaker
- Ray Rigby: A domb – Williams
- Tony Kushner: Angyalok Amerikában – Roy M. Cohn; Prior II.
- Heinrich von Kleist:
  - A Heilbronni Katica avagy a tűzpróba – A császár
  - Amphitryon – Amphitryon
- Tom Stoppard: Ez az igazi – Max
- Thomas Middleton–William Rowley: Átváltozások – Alibius
- Csongrádi Kata: Sissy és én – Andrássy Gyula
- Esterházy Péter:
  - Búcsúszimfónia – Apa Miklós
  - Rubens és a nemeuklideszi asszonyok – Rubens
- Lev Tolsztoj: Háború és béke – Bonaparte Napóleon
- Jean Anouilh: Colombe – A drága mester
- A. R. Gurney: Sylvia – Greg
- Harold Pinter: Árulás – Jerry
- Pozsgai Zsolt: Merénylet a színpadon – Szakács
- Thornton Wilder: A mi kis városunk – Rendező
- Frank Wedekind: A tavasz ébredése – Gábor úr; Álarcos úr
- Neil Simon: Furcsa pár – Oscar Madison
- Gotthold Ephraim Lessing: Bölcs Náthán – Szaladin
- Spiró György: Elsötétítés – Férfi
- Martin McDonagh: Alhangya – Szenyor
- Gorkij: Nyaralók – Pjotr Szuszlov
- Krúdy Gyula: A vörös postakocsi – Alvinczi Eduárd
- Gogol: A revizor – Ammosz Fjodorovics Ljapkin-Tyapkin
- Murray Schisgal: Szerelem, Ó! – Milt
- Joanna Murray–Smith: Szenvedély – George
- Dumas: A három testőr – Séguier főpecsétőr
- Jean Poiret: Kellemes húsvéti ünnepeket – Stéphane
- Szép Ernő: Lila ákác – Bizonyos nagyságos úr
- Szilágyi László: Csókos asszony –
- Arthur Schnitzler: Körmagyar – A milliomos
- Heltai Jenő: A tündérlaki lányok – Báró
- Stendhal: Vörös és fekete – De La Mole márki
- Stone–Cooney: Miért nem marad reggelire? – George
- Ödön von Horváth: Mit csinál a kongresszus? –
- Henry Fielding: Tom Jones – Mr. Allworthy

## Filmjei

### Játékfilmek
| - Madárkák (1971) - Rászedettek (1972) - Harminckét nevem volt (1972) - Egy kis hely a nap alatt (1973) - A magyar ugaron (1973) - Lányarcok tükörben (1973) - Itt járt Mátyás király (1974) - Napraforgó (1974) - Szarvassá vált fiúk (1974) - Munkácsy (1975) ismeretterjesztő narrátora - Bekötött szemmel (1975) - 141 perc a befejezetlen mondatból (1975) | - A kard (1977) - Ki látott engem? (1977) - Amerikai cigaretta (1978) - Mephisto (1981) - Fogadó az Örök Világossághoz (1981) - Az óriás (1984) - Szoba kiáltással (1990) - A Hídember (2002) - Magyar vándor (2004) - Majdnem szűz (2008) - Az ügynökök a Paradicsomba mennek (Gara ezredes) (2010) - Most vagy soha! (2024) |

### Tévéfilmek
- Litvánia, a keresztek országa
- „A vers az, amit mondani kell.”
- Zrínyi (1973)
- Különös vadászat (1973)
- Gőzfürdő (1973)
- A professzor a frontra megy (1973)
- Az elsőszülött (1974)
- Tigrisugrás (1974)
- III. Béla (1974)
- A sas meg a sasfiók (1975)
- Állítsátok meg Arturo Uit! (1975)
- Micsoda idők voltak (1975)
- A szerelem bolondjai (1976)
- Beszterce ostroma (1976)
- II. Richárd (1976)
- Optimista tragédia (1976)
- Sakk, Kempelen úr! (1976)
- Bovári úr (1977)
- Császárlátogatás (1977)
- Mire a levelek lehullanak… (1978)
- Maya (1978)
- Szegény Dániel (1978)
- Amerikai komédia (1978)
- Magyar tájak (1979) narrátor (hang)
- Katonák (1979)
- Képviselő úr (1979)
- Hol colt, hol nem colt (1980)
- Petőfi (1981)
- A helytartó (1981)
- Megbízható úriember (1981)[6]
- A tenger (1982)
- Pesti emberek (1982)
- Ugye nem felejtesz el (1982)
- Hamlet, dán királyfi (1983)
- In memoriam Ö. I. (1983)
- Platonov (1984)
- A téli csillag meséje (1984)
- Széchenyi napjai (1985)
- Zsákutca (1985)
- Marsall (1986)
- Puskin utolsó napjai (1986)
- A Kreutzer szonáta (1986)
- Lambertier úr (1986)
- Földi kacaj (1986)
- Farkascsapda (1986)
- Bánk bán (1987)
- Almási, avagy a másik gyilkos (1987)
- Linda (1989)
- Kölcsey (1989)
- Családi kör (1989)
- A cár őrültje (1990)
- Glóbusz (1993)
- Kisváros (1993-2001)
- A gyilkos én vagyok (1994)
- Hajszál és csengettyű (1994)
- Éretlenek (1995)
- Szemben a Lánchíd oroszlánja (1995)
- Válogatott önarcképek (1998)
- Hotel Szekszárdi (2002)
- Jóban Rosszban (2005-2006)
- Balogh Rudolf (portréfilm, 2008)
- Álometűd (2008)
- Álometűdök (2008)
- Aranyélet (2015)
- Cseppben az élet (2019)

## Művei
- A halhatatlan szabadság dala; Ifjúsági, Bp., 1953
- Szökés. Lukács Sándor versei; Magvető, Bp., 1985
- Elrejtett hangszerek; Magvető, Bp., 1988
- A mulasztás ideje; Orpheusz Könyvek, Bp., 1991
- Valaki szólított. Versek; Nap, Bp., 1994 (Álarcok)
- Az elűzött álom. Válogatott és új versek; Nap, Bp., 2006 (Álarcok)
- Hajad tengerén. Jung Zseni fotói Lukács Sándor verseivel; Panoráma, Bp., 2009 + CD
- A kezdetek utcája; ill. képek Aknay János; Nap, Bp., 2017 (Álarcok)
- Földi szokásaid. Versek, 2018–2020; Nap, Bp., 2020 (Álarcok)
- Kikötő; Nap, Bp., 2022 (Álarcok)
- Amit őrizni tudsz. Versek; Nap, Bp., 2024 (Álarcok)

## CD-k és hangoskönyvek
- Az vagy nekem...
- Márai Sándor: A gyertyák csonkig égnek
- Márai Sándor: Halotti beszéd – Válogatott versek
- Márai Sándor: Válás Budán
- Márai Sándor: Ég és Föld
- Giovanni Boccaccio: Dekameron
- Guy De Maupassant: Ékszerek – Válogatott novellák
- Szerb Antal: Szerelem a palackban – Novellák
- Kosztolányi Dezső – Novellák
- Illyés Gyula: Kacor király és más mesék a 77 magyar népmeséből

## Hangjáték, rádió
- Nagy S. József: Kell ennél jobb társaság? (1971)
- Könyörgés a Naphoz: Grúz költészet (1972)
- Jókai Anna: Általános foglalkoztató (1973)
- Hegedűs Géza: A milétoszi hajós (1974)
- Nemes György: Aki húsz éves koromig voltam (1974)
- Victor Hugo: 1793 (1974)
- Hegedűs Géza: Istennők szerelme, avagy a kivétel is törvény (1975)
- Jókai Mór: Az új földesúr (1975)
- Az ember hivattatása – misztérium (1976)
- "A kor falára" - Áprily Lajos költészete (1976)
- Magyar földön latinul - Janus Pannonius műveiből (1976)
- Puskin: A lövés (1977)
- Ardi Liives: A Maud királyné-föld (1978)
- Déry Tibor: A félfülű (1978)
- Illyés Gyula: Beatrice apródjai (1978)
- Percy Bysshe Shelley: A Cenci ház (1979)
- Gyenes György: Ismeretlen ismerősök – Georges Simeon (1980)
- Zoltán Péter: A dárdavivő (1980)
- Byron – Rádiómontázs (1981)
- Dominique-André Kergal: Holnap történt (1982)
- Tél, tavasz, nyár, ősz - Kompozíció Fekete István írásaiból (1982)
- ÚTON – Hatvan év hétköznapjai a művészet és az újságírás tükrében (1982)
- Hegedűs Tibor: Találkozás a Hitchcock-klubban (1984)
- Hardy, Thomas: A weydoni asszonyvásár (1985)
- Illyés Gyula: Kiegyezés (1988)
- Musierowicz, Malgorzata: Hazugságaim (1988)
- Bozó László: Gyilkosság a Hungaroringen (1989)
- Juhász István: Ha megkapod Lillát (1994)
- Eörsi István: Sírkő és kakaó (1995)
- Németh László: Az írás ördöge (1995)
- Rubin Szilárd: New York, New York (1995)
- Rudyard Kipling: A fehér fóka (1995)
- Béres Attila: Angyalka és Reglamór (1999)
- Fodor László: A templom egere (2003)
- Nagy András: Arad, éjjel (2003)
- Karinthy Márton: Ördöggörcs (2004)
- Kalász Márton: Téli bárány (2005)
- Életünk, halálunk / Vathy Zsuzsa és Lázár Ervin naplójegyzetei (2011)
- Krúdy Gyula: Mohács (2012)

## Díjai, elismerései
- Hegedűs Gyula-emlékgyűrű (1974)
- A filmkritikusok díja (1978)
- Jászai Mari-díj (1978)
- Érdemes művész (1990)
- Ajtay Andor-emlékdíj (1991, 1996, 2009)
- Erzsébet-díj (1991)
- Ruttkai Éva-emlékdíj (1993, 2019[7])
- A Magyar Köztársasági Érdemrend kiskeresztje (1996)[8]
- Pro Urbe Miskolc (2003)
- Örökös tag a Halhatatlanok Társulatában (2005)
- A Magyar Köztársasági Érdemrend tisztikeresztje (2005)
- Prima Primissima díj (2007)
- Harsányi Zsolt-díj (2007)
- Budapestért díj (2009)[9]
- Bilicsi-díj (2009)
- Kiváló művész (2013)
- Roboz Imre-díj (2015)[10]
- Kossuth-díj (2016)
- Kazinczy-díj (2016)[11]
- Tolnay Klári-díj (2021)[12]
- Budapest XIII. kerületének díszpolgára (2022)[13]
- Vígszínház-díj (2022)[14]
- Budavár díszpolgára (2023)[15]
- Páger Antal-színészdíj (2024)[16]

## Családja
Felesége Maráczi Mária mesterkozmetikus, 1976 karácsonyán kötöttek házasságot. Fiuk, Máté 1979-ben született, a reklámszakmában dolgozik. Egy unokája van, aki 2020-ban született.